# Familien Gelinde
Familien Gelinde er en dansk film fra 1944.
- Manuskript: Mogens Lorentzen efter egen roman.
- Instruktion: Svend Methling.
- Musik: Emil Reesen

Blandt de medvirkende kan nævnes:
- Ebbe Rode
- Karin Nellemose
- Ilselil Larsen
- Ingeborg Pehrson
- John Price
- Beatrice Bonnesen
- Buster Larsen
- Stig Lommer
- Victor Montell
- Svend Bille